# Этрапы Туркменистана

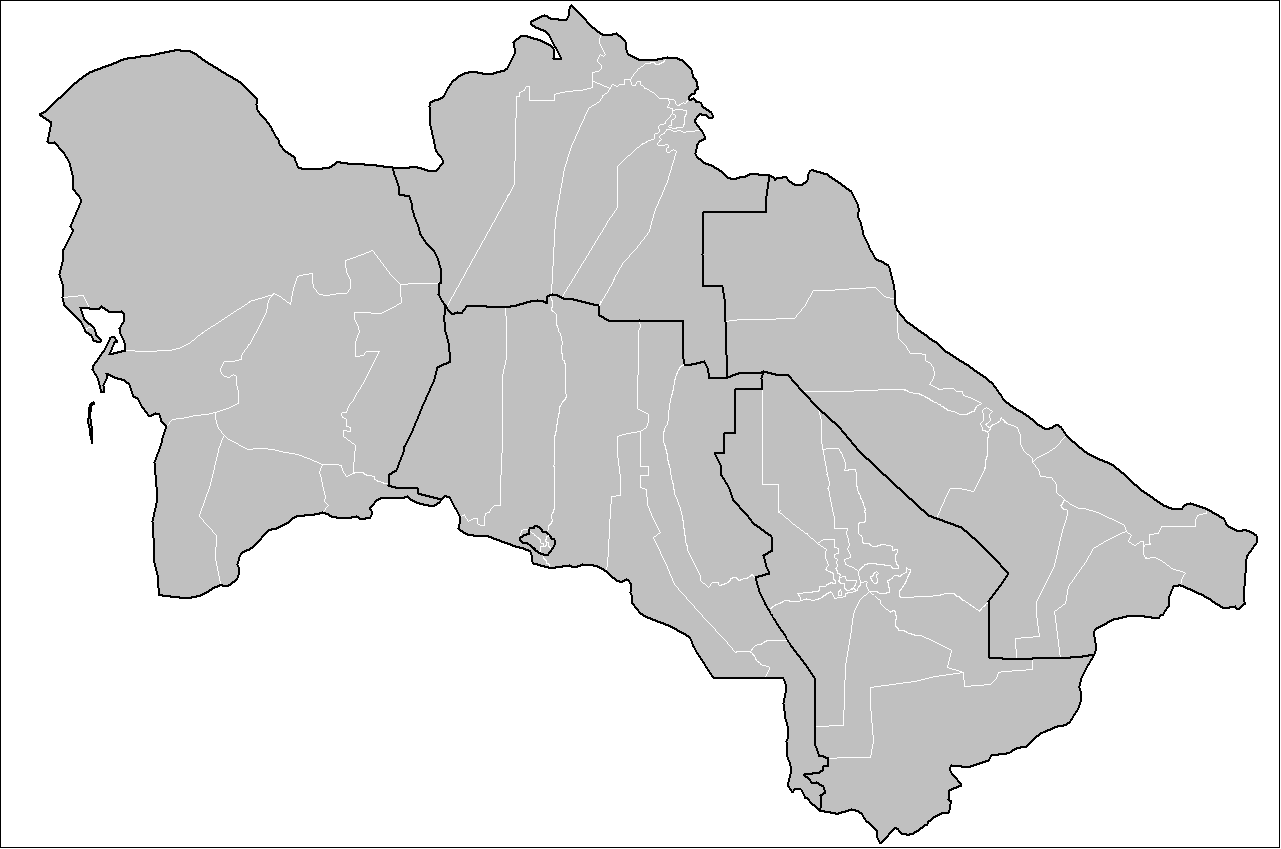
Этрапы Туркменистана

Этрапы Туркменистана:

## Ашхабад
- Бюзмеинский этрап (бывший Абадан)
- Беркарарлыкский этрап (бывший Азатлыкский, Советский)
- Багтыярлыкский этрап (бывший имени президента Ниязова, имени Ленина)
- Копетдагский этрап (бывший Пролетарский

## Ахалский велаят
| Название             | Прежние названия           | Центр            | Административное устройство |
| -------------------- | -------------------------- | ---------------- | --- |
| Ак-Бугдайский этрап  | Гяурский, Гяверский        | город Энев       | город Энев; посёлки Берекетли-Заман, Беркарар, Бокурдак, Яшлык; гегеншлики Берекет, Берекетли, Бугдайлы, Буруноджар, Гарагум, Гями, имени Магтымгулы, Оналды, Парахат, Сахра, Тязедурмуш, Яшылдепе                    |
| Бабадайханский этрап | Кировский                  | город Бабадайхан | город Бабадайхан; гегеншлики Ак-Алтын, Аквекил, Гаравекил, Замхет, Тязеёл, Хасыл, Ярыгёкдже |
| Бахерденский этрап   | Бахарденский, Бахарлынский | город Бехерден   | город Бехерден; посёлок Арчман; гегеншлики Акдепе, Бамы, Борме, Гаравул, Гараган, Довгала, Дурун, Кирпили, Мурче, Нохур, Сайван, Сунче, Яраджы                                                                        |
| Гёкдепинский этрап   | Геоктепинский              | город Гёкдепе    | город Гёкдепе; посёлок Ызгант; гегеншлики Акгонгур, Ахал, Бабаарап, Горджав, Дервезе, Келеджар, Копетдаг, им. Ниязова, Овадандепе, им. Тагана Байрамдурдыева, Тазе-Эйям, Туркменистан, Хурмантгёкдже, Шоргала, Янгала |
| Какинский этрап      | Каахкинский                | город Кака       | город Кака; посёлок Душак; гегеншлики Арапгала, Артык, Гарахан, Говшут, Гозган, Куренгала, Мехинли, Мяне, Харчиннган, Чяче                                                                                            |
| Сарахский этрап      | Серахский                  | город Серахс     | город Серахс; посёлок Ганналы; гегеншлики Алам, Ата, Ашгабат, Багтыярлык, Балыкчылык, Галкыныш, Кичиага, Парахатчылык, Ханяп, Ялавач,                                                                                 |
| Тедженский этрап     |                            | город Теджен     | города Теджен, Алтын-Асыр; посёлок Багтыярлык; гегеншлики Агаланг, Адалат, Бабадайхан, Бирлешик, Битараплык , Вахарман, Гаррычырла, Гарашсызлык, Гёниамаша, Гурбан-Дурды, Довлетли, Заман, им. Б. Кербабаева, Тязеоба |

## Балканский велаят
| Название               | Прежние названия            | Центр             | Административное устройство                                                                                         |
| ---------------------- | --------------------------- | ----------------- | --- |
| Берекетский этрап      | Казанджикский               | город Берекет     | город Берекет; посёлок Галкыныш; гегеншлики им. Ниязова, Обой, Ясга                                                 |
| Гызыларватский этрап   | Кызыл-Арбатский, Сердарский | город Гызыларбат  | город Гызыларбат; посёлок Джанахыр; гегеншлики им. Азады, Аркач, Гоч, Парав, Пурнувар, Хасар, Ходжагала             |
| Махтумкулийский этрап  | Кара-Калинский              | город Махтумкули  | город Махтумкули; гегеншлики Геркез, Дагходжагала, Дайна, Кёнекесир, Куруждей, Чендир, Янкел                        |
| Эсенкулийский этрап    | Гасан-Кулийский             | город Эсенгулы    | город Эсенгулы; посёлки Гарадепе, Экерем; гегеншлики Аджыяп, Бугдайлы, Гарадегиш, Чалоюк, Чекишлер                  |
| Этрекский этрап        | Кизил-Атрекский             | город Этрек       | город Этрек; гегеншлики Акяйла, Гараагач, Гызылбайыр, Мадав                                                         |
| Туркменбашийский этрап | Красноводский               | город Туркменбаши | город Гарабогаз; посёлки Туркменбаши, Акдаш, Белек, Гызылгая, Гызылсув, Гувлымаяк; гегеншлики Акгуйы, Гоймат, Чагыл |

## Дашогузский велаят
| Название                            | Прежние названия  | Центр                               | Административное устройство |
| ----------------------------------- | ----------------- | ----------------------------------- | --- |
| Акдепинский этрап                   | Ленинский         | город Акдепе                        | города Акдепе, Андалып; посёлки им. Оразгелди Эрсарыева, им. Реджепгулы Атаева; гегеншлики Агзыбирлик, Агойли, Акдепе, Ак-Алтын, Ак-Бугдай, Алтын-Топрак, Атчапан, Горкут, Гызылтакыр, им. Довлетмаммеда Азады, им. Магтымгулы Гарлыева, им. Молланепеса, им. Нурмухаммеда Андалыба, Новруз, Пагтачалык, Сазаклы, Сазанда, им. Сапыша Черкезова, Сахра, Тязезаман, Тязеоба, Учкепдери, Шабат     |
| Болдумсазский этрап                 | Калининский       | город Болдумсаз                     | города Болдумсаз, Губадаг; посёлок Гёкчяге; гегеншлики Абаданлык, Акяйла, Алмалык, Амыдеря, Ашгабат, Бабадайхан, Байдак, Берекетли, Битарап Туркменистан, Гарашсызлык, Гёкяйла, Губадаг, имени Гуванча Атамедова, Гуянагыз, Джейхун, Захметкеш, Медениет, Ровачлык, Човдур, Яшлык, 10-йыл Абаданлык                                                                                              |
| Гёроглынский этрап                  | Тахтинский        | город Гёроглы                       | город Гёроглы; гегеншлики Аксарай, им. Аннагылыча Атаева, им. Балыша Овезова, Бедиркент, Берекет, Гарагум, им. Дурды Гылыча, Заман, им. Магтымгулы, Туркменёлы, Туркменистан, им. Худука Мурадова, Ызмыкшир, Ягтылык |
| Кёнеургенчский этрап                | Куня-Ургенчский   | город Кёнеургенч                    | город Кёнеургенч; посёлок Берекет; гегеншлики Акгала, Акдеря, Акёл, Ватан, Галкыныш, Дерялык, Кыркгыз, Маслахат, Пагтачы, Тязегуйч, Тязеёл, Тязеяп, Хакыкат, Эзберкёл |
| Рухубелентский этрап                | Текст ячейки      | посёлок Рухубелент                  | посёлок Рухубелент; гегеншлики Ашык-Айдын, Генгеш, Диярбекир, им. Ёмуда Дурдыева, Захмет, Рухнама, Тунидеря, им. Шабенде, Шагадам |
| этрап имени Сапармурата Туркменбаши | Октябрьский       | город имени Сапармурата Туркменбаши | город им. Сапармурата Туркменбаши; посёлок им. Ашыра Какабаева; гегеншлики Азатлык, Айбовур, им. Байрама Таганова, Битараплык, Бугдайлы, Галлачы, Горелде, Гошаховлы, Гунешли Туркменистан, Гызылджагала, Довкесен, Довлетли, Достлук, Енгиш, Кемине, им. Моллаораза Ходжамаммедова, им. Назлы Гылыджова, Парахат, Рухабат, им. Сапармета Ходжаева, Сарыгамыш, Сердар, Тязедурмуш, Шамахы, Ялкым |
| Шабатский этрап                     | им. С. А. Ниязова | город Шабат                         | город Шабат; посёлок им. Садуллы Розметова; гегеншлики Адалат, Алтынёл, им. Алышира Навои, Асудалык, Беркарар, им. Бируни, Боссан, Гайрат, Гулустан, Дияр, Новбахар, Хасылчы, Шатлык, Шохрат |

## Лебапский велаят
| Название             | Прежние названия             | Центр           | Административное устройство |
| -------------------- | ---------------------------- | --------------- | --- |
| Дарганатынский этрап | Дарган-Атинский, Биратинский | город Дарганата | города Газоджак, Дарганата; посёлок Лебап; гегеншлики Лебап, им. Магтымгулы, Седивер, Ходжалык, Чарвадар |
| Дяневский этрап      | Дейнауский, Галкынышский     | город Дянев     | города Дянев, Сейди; посёлки Асуда, Бахар, Гарашсызлык; гегеншлики Азатлык, Ашгабат, Барагыз, Берзенг, Бойныузын, Габаклы, Гойнук, Довлетабат, Исбаз, Йылдыз, Май, Одей, Парахат |
| Керкинский этрап     | Атамуратский                 | город Керки     | город Керки; посёлки Астанабаба, Башсака, Гараметнияз, им. 15-летия независимости; гегеншлики Гувак, Гызылаяк, Дашлык, Хатап, Чекир |
| Кёйтендагский этрап  | Чаршангинский                | город Койтендаг | города Достлук, Койтендаг, Магданлы; посёлки Амыдеря, Гарлык, Дашрабат, Келиф, Керкичи, Мукры, Свинцовый Рудник; гегеншлики Акгумолам, Бургучы, Гараховуз, Гарнас, Гаррыгала, Зарпчы, Койтен, Мегеджик, Терс, Туркменистан, Чярджев, Ялкым                                                                        |
| Саятский этрап       |                              | город Саят      | города Гарабеквул, Сакар, Саят; посёлки Сувчыоба, Чалтут, Ыслам; гегеншлики Авчы, Акгала, Бай, Бакджачы, Гарамахмыт, Дженгел, Достлук, Енгиш, им. Зелили, Ламма, Лебабы, Мерье, Мулк, Рахманчяге, Сейди, Солтанязгала, Сыядагсакар, Топуркак, Тязеликчи, Ходжаинебег, Чарбагдепе, Чекич, Човдур, Эрсарыбаба, Эсги |
| Халачский этрап      |                              | город Халач     | город Халач; посёлок Чохпетде; гегеншлики Алтын-Асыр, Гуйчбирлешик, Гунешлик, Огузхан, Пелверт, Сурх, Халач, Эсенменгли |
| Ходжамбазский этрап  | Ходжамбасский                | город Ходжамбаз | город Ходжамбаз; посёлки Бешир, Довлетли; гегеншлики Беркарарлык, Бурдалык , Гызылгум, Галкыныш, Гултак, Кыркюйли, Мекан, Пагтачы, Сурхы, Таллымерджен, Тязедурмуш, Ходжахайран |
| Чарджевский этрап    | Чарджоуский, Сердарабатский  | посёлок Чарджев | город Фарап; посёлки Джейхун, Киштиван, Ходжагала, Чарджев; гегеншлики Амыдеря, им. Балта Мурадова, Битик, Бойрабап, Берекет, Гарамыш, Дженди, Зергер, Кёларык, Кырач, им. Нобат Гутлыева, Осты, Сарыкбала, Ханоба, Ходжаили, Ходжакенепси                                                                        |

## Марыйский велаят
| Название               | Прежние названия  | Центр                          | Административное устройство |
| ---------------------- | ----------------- | ------------------------------ | --- |
| Байрамалинский этрап   | Байрам-Алинский   | город Байрамали                | посёлки Багтыярлык, Беркарар, Мекан; гегеншлики им. Агаюсупа, Азат, Багт, Бахар, Бейиккопри, Гадыряп, Гатакар, Гушлыоба, Мерв, Мургап, Хангала, Ховесли, Эркана, Ялкым |
| Векилбазарский этрап   | Векиль-Базарский  | посёлок Имени Молланепеса      | посёлки Векилбазар, им. Молланепеса; гегеншлики им. А. Гандымова, Акгонгур, Гёкдже, Гонгур, им. Дж. Атаджанова, им. Молланепеса, Мулкамаша, Мулкбукри, Мулкюсуп, Рысгаллы, Тязедурмуш, Халыл, Чарлакяп, Эгригузер                                                              |
| Ёлётенский этрап       | Иолотанский       | город Ёлётен                   | город Ёлётен; гегеншлики Агзыбирлик, Акгузер, Аркадаг, Ахунбаба, Байрач, Гаммарбаба, Гаракёл, Гоюнджы, Довлетли, Ёкары, Моматай, Рахат, Солтанбент, Сухты, Хакыкат, Худжум, Шохрат, Ымамбаба                                                                                   |
| Каракумский этрап      |                   | посёлок Ягтыёл                 | посёлок Ягтыёл; гегеншлики Акмейдан, Гобеклидепе, Дурналыяп, Сахра, Тарпер, Тязеоба, Шатлык |
| Марыйский этрап        |                   | посёлок Сапармурат Туркменбаши | посёлки Пешаналы, Сапармурат Туркменбаши; гегеншлики им. А. Маммедовой, Абаданлык, Адалат, Ак-Алтын, им. Акмурада Хуммедова, Акыбай, им. Атабаева, Ашгабат, Бабасары, Джемгыет, Дияр, им. М. Лорсы, Пешаналы, Рухубелент, Туркмен Ёлы, Тязегуйч                                |
| Мургапский этрап       | Мургабский        | город Мургап                   | город Мургап; посёлки Денгизхан, Огузхан; гегеншлики Азатлык, Ватан, им. Г. Сахетмурадова, Галкыныш, Гатыяп, Гёкдепе, Говшутбент, Денгизхан, Достлук, Мирас, Мулкязы, Ровачлык, Сухты, им. Х. Джумаева, Чёнгур, Чячдепе, Шордепе, Ылхам                                        |
| Сакарчагинский этрап   |                   | город Сакарчага                | города Сакарчага, Шатлык; посёлки Довлетли-Заман, Парахат; гегеншлики Агзыбир, Акяп, Алтын-Заман, Берекет, Гараяп, Гёкхан, Горгангала, Горелде, Гулустан, Гумгузер, Гызылгум, Дайхан, Йылдызхан, Кесеяп, Мердана, Сакарчяге, Сойунсары, Солтаныз, Ходжадепе, Чашгын, Черкезкёл |
| Тагтабазарский этрап   | Тахта-Базарский   | посёлок Тагтабазар             | город Серхетабад; посёлок Тагтабазар; гегеншлики Ахал, Галаймор, Гулджа, Дашкопри, Енгиш, Марчак, им. С. Ниязова, Пенди, Сандыкгачы, Сарыязы, Серхетчи, Сойуналы, Узумчилик, Чеменабат, Эрден                                                                                  |
| Туркменкалинский этрап | Туркмен-Калинский | город Туркменгала              | город Туркменгала; посёлок Захмет; гегеншлики Гатлалы, Захмет, им. Кемине, им. Магтымгулы, Рехнет, им. Сейитназара Сейди, Сердаряп, Солтаняп, Тязедайхан, Тязедуня, Тязеёл, Хасыл                                                                                              |

## Упразднённые этрапы
- Алтын-Асырский этрап (2000—2018 гг.)
- Алтын Сахрайский этрап (2008—2016 гг.)
- Гарабекевюлский этрап (1992—2017 гг.)
- Гарашсызлыкский этрап (1992—2017 гг.)
- Сакарский этрап (1992—2017 гг.)
- Этрап Бейик Туркменбаши (1992—2017 гг.)
- Губадагский этрап (1993—2022 гг.)
- Этрап им. Гурбансолтан-эдже (2004-2022 гг.)
- Этрап Довлетли (2007—2022 гг.)
- Фарабский этрап (1992—2022 гг.)
- Огузханский этрап (1992—2022 гг.)
- Серхетабадский этрап (1992—2022 гг)